# كرايغ ويلسون (لاعب كرة قاعدة)
كرايغ ويلسون (بالإنجليزية: Craig Wilson)‏ هو لاعب كرة قاعدة أمريكي، ولد في 3 سبتمبر 1970 في شيكاغو في الولايات المتحدة.

## وصلات خارجية
- كرايغ ويلسون على موقعبيزبول رفرنس.كوم (الدوري الرئيسي) (الإنجليزية)
- كرايغ ويلسون على موقعبيزبول رفرنس.كوم (الدوري الثانوي) (الإنجليزية)
- كرايغ ويلسون على موقع أوليمبيديا (الإنجليزية)